# Vlag van Oudewater

Vlag van de gemeente Oudewater

De vlag van Oudewater werd op 24 mei 1973 door de gemeenteraad van de Nederlandse gemeente Oudewater aangenomen als gemeentelijke vlag. De vlag wordt als volgt beschreven:
(3) Banen van wit-rood-wit, in een hoogteverhouding van 1:8:1, waarbij de eerste twee banen met ten minste vier welvingen, en de tweede en de derde baan met ten minste vijf welvingen aaneensluiten; en op 1/3 van de lengte van de vlag een wit op één punt geplaatst vierkant ter grootte van 3/5 van de vlaghoogte, waarop een rood vierblad.
De vlag werd ontworpen door de Stichting voor Banistiek en Heraldiek. De kleuren zijn ontleend aan het wapen van Oudewater. Het vierblad is ontleend aan het oudst bekende wapen van Oudewater, uit de dertiende eeuw. Het symboliseert de gemeenschap tussen de vier stadskwartieren waarin Oudewater oorspronkelijk was verdeeld: het Grommiger-, Wijdstrater-, Leeuweringer- en Kapeller-Vierendeel. De banen met de welvingen stellen de Hollandsche IJssel en de naam Oudewater voor.

## Verwante afbeelding

Het wapen van Oudewater

Amersfoort 
· Baarn 
· Bunnik 
· Bunschoten 
· De Bilt 
· De Ronde Venen 
· Eemnes 
· Houten 
· IJsselstein 
· Leusden 
· Lopik 
· Montfoort 
· Nieuwegein 
· Oudewater 
· Renswoude 
· Rhenen 
· Soest 
· Stichtse Vecht 
· Utrecht  
· Utrechtse Heuvelrug 
· Veenendaal 
· Vijfheerenlanden 
· Wijk bij Duurstede 
· Woerden 
· Woudenberg 
· Zeist